# Малеванов, Николай Александрович
Николай Александрович Малеванов (1923, г. Богородицк Тульской губернии — 2007, Санкт-Петербург) — советский и российский учёный, историк-архивист, краевед и исследователь городов и усадеб Тульской области.

## Биография
Родился в Богородицке в 1923 году.
В 1951 окончил Московский государственный историко-архивный институт, после этого много лет работал в архивных учреждениях страны.
В 1962—1966 был заместителем директора Всесоюзного музея А. С. Пушкина в Ленинграде.
В 1966—1992 работал в Центральном государственном историческом архиве СССР.
Принимал активное участие в восстановлении Богородицкого дворца и парка, разрушенных в Великую Отечественную войну.
Автор многочисленных публикаций о своём родном городе — Богородицке XVII—XIX веков в альманахах, сборниках научных трудов, газетах и журналах. Несколько книг посвятил также городам Алексину, Ефремову.

## Научные труды

### Монографии
- Малеванов Н. А. Ефремов: Историко-экономический очерк. — Тула: Тул. кн. изд-во, 1958.
- Малеванов Н. А., Ефимов А. Н. Алексин: Историко-экономический очерк. — Тула: Кн. изд-во, 1960. — 160 с. — (Города Тульской области).
- Малеванов Н. А. Ефремов: Город на Красивой Мече. — Тула: Приок. кн. изд-во, 1976. — 220 с.
- Малеванов Н. А., Ефимов А. Н. Алексин: Историко-экономический очерк. — 2-е изд., доп. — Тула, 1976.
- Пятигорск в исторических документах 1803—1917 гг. / Сост. сборника: Н. А. Малеванов, С. С. Атапин; Отв. сост. С. И. Несмачная; Науч. ред. проф. П. А. Шацкий; Рец.: С. А. Чекменёв, А. П. Ермолин. — Ставрополь: Ставр. кн. изд-во, 1985. — 352 с. — 10 000 экз. (в пер.)
- Малеванов Н. А., Сафронов Е. Д. Ефремов: Город на Красивой Мече. — Тула: Изд. дом «Пересвет», 2001. — 208, [16] с. — ISBN 5-86714-254-4.

### Статьи
В сборниках
- Малеванов Н. А. Рукописи XVI—XVIII вв. Государственного исторического архива Ленинградской области // Труды Отдела древнерусской литературы / АН СССР. Ин-т русской литературы (Пушкинский Дом); Отв. ред. Д. С. Лихачёв. — 1957. — Т. XIII. — С. 574 - 576. — 736 с.
- Малеванов Н. А. Неизвестный список повести «О стране Вятской» 1725 г. // Труды Отдела древнерусской литературы / АН СССР. Ин-т русской литературы (Пушкинский Дом); Отв. ред. Я. С. Лурье. — 1962. — Т. 18. — С. 370 - 373. — 608 с. — 1400 экз.
- Малеванов Н. А. Волнения крестьян в селе Тригорском в конце XVIII века и стихотворение Пушкина «Деревня» // Пушкин: Исследования и материалы / АН СССР. Ин-т русской литературы (Пушкинский Дом). — М.; Л.: Изд-во АН СССР, 1962. — С. 369 - 381.
- Малеванов Н. А. К биографии А. П. Ганнибала // Пушкин: Исследования и материалы / АН СССР. Ин-т русской литературы (Пушкинский Дом). — М.; Л.: Изд-во АН СССР, 1962. — С. 408 - 411.
- Баташова З. М., Малеванов Н. А. и др. Куликово поле: Летописи, документы. — Тула: Приокское кн. изд-во, 1982. — 144 с.
- Малеванов Н. А. Город Богородицк и Богородицкая усадьба в истории Отечества XVII - XVIII веков // Русская усадьба в истории Отечества: Сборник статей / Музей-усадьба Л.Н. Толстого «Ясная Поляна». РГГУ. — Ясная Поляна—Москва: Издат. дом «Ясная Поляна», 1999. — С. 123 - 138. — 222 с. — (Источники по истории русской усадебной культуры). — 1000 экз. — ISBN 5-93322-002-7. (обл.)

Большая Российская энциклопедия
- Бобринский, Алексей Алексеевич : [арх. 27 сентября 2022] / Малеванов Н. А. // «Банкетная кампания» 1904 — Большой Иргиз. — М. : Большая российская энциклопедия, 2005. — С. 626. — (Большая российская энциклопедия : [в 35 т.] / гл. ред. Ю. С. Осипов ; 2004—2017, т. 3). — ISBN 5-85270-331-1.
- Бобринский, Алексей Павлович : [арх. 13 октября 2022] / Малеванов Н. А. // «Банкетная кампания» 1904 — Большой Иргиз. — М. : Большая российская энциклопедия, 2005. — С. 626. — (Большая российская энциклопедия : [в 35 т.] / гл. ред. Ю. С. Осипов ; 2004—2017, т. 3). — ISBN 5-85270-331-1.
- Бобринский, Владимир Алексеевич : [арх. 13 августа 2022] / Малеванов Н. А. // «Банкетная кампания» 1904 — Большой Иргиз. — М. : Большая российская энциклопедия, 2005. — С. 626. — (Большая российская энциклопедия : [в 35 т.] / гл. ред. Ю. С. Осипов ; 2004—2017, т. 3). — ISBN 5-85270-331-1.
- Ганнибал, Абрам Петрович : [арх. 3 января 2023] / Малеванов Н. А. // Восьмеричный путь — Германцы. — М. : Большая российская энциклопедия, 2006. — С. 386—387. — (Большая российская энциклопедия : [в 35 т.] / гл. ред. Ю. С. Осипов ; 2004—2017, т. 6). — ISBN 5-85270-335-4.

## Публицистика
В местных газетах
- Малеванов Н. Первые описания городов Брянщины (Брянск, Трубчевск, Севск) // Брянский рабочий : газета. — 1960. — 22 сентября.

Большое количество историко-краеведческих статей Н. А. Малеванова выходило в районной газете (в разные годы называлась «За уголь», «Ленинская правда», ныне «Богородицкие вести») и областном «Коммунаре».
- Крестьянское движение в Богородицком уезде // «За уголь». 17, 24, 26 ноября, 4, 11, 15 декабря 1954.
- Болотовский парк в Богородицке // «Коммунар». 12 ноября 1958.
- Детище «медного бунта» (из былей и легенд богородицких) // «Ленинская правда». 10, 13, 16 января 1968.

В 1970 в «Ленинской правде» под рубрикой «Из богородицкой старины» прошла серия его публикаций:
- Государев пашенный завод. 23, 24, 26 июня.
- Первые новосёлы. 30 июня, 3 июля.
- Гуляли казаки по земле богородицкой. 4, 7, 8, 10 июля.
- Новые сёла — кордоны. 17, 18 июля.
- Для буйных казаков тихого Дона. 1, 4 августа.
- Невзгоды пушкарей. 7, 8 августа.
- «Установленной почты» станция. 12, 14 августа.
- В развалинах земельного города. 15, 19 августа.
- Для конницы Российской. 1, 4 сентября.
- Сюрприз Екатерины Второй. 5, 8, 9, 11 сентября.
- Чудо здешних краёв. 19, 22, 23, 25, 26 сентября
- Новый «регулярный Богородицк». 9, 13, 14 октября.

(Повторная публикация тех же статей Малеванова состоялась на страницах «Ленинской правды» в 1988—1989).
- Богородицк и его уезд в XVII веке // «Ленинская правда». 4, 5, 7, 8, 11, 12, 14 декабря 1973.
- Станция называлась «Богородицк» (к 100-летию станции Жданка) // «Ленинская правда». 7, 11, 12, 14, 15, 18, 19, 21, 22, 25, 26, 28 марта 1975.
- История далёкая и очень близкая // «Богородицкие вести». 28 февраля 1998.
- Город Богородицк и Богородицкая усадьба в истории Отечества XVII—XVIII веков // «Богородицкие вести». 6, 13, 20, 27 октября 2001.

(ранее статья публиковалась в сборнике «Русская усадьба в истории Отечества». Ясная Поляна-Москва. 1999).